# 2010
Het jaar 2010 is een jaartal volgens de christelijke jaartelling.

## Vieringen en herdenkingen
- Internationaal Jaar van de Biodiversiteit (VN)
- Internationaal Jaar van de Jeugd (VN)
- Europees Jaar van de strijd tegen (sociale) uitsluiting en armoede
- Chopinjaar, ter gelegenheid van de 200e geboortedag van de Poolse componist Frédéric Chopin
- Tolstoj-jaar, naar aanleiding van de 100e sterfdag van de Russische schrijver Leo Tolstoj
- Essen (Duitsland), Istanbul (Turkije) en Pécs (Hongarije) zijn de culturele hoofdsteden van Europa in 2010

## Gebeurtenissen

### Januari
- 1 - De Belgische politicus Herman Van Rompuy begint aan zijn ambtstermijn als eerste permanente voorzitter van de Europese Raad.
- 1 - Spanje neemt het voorzitterschap van de Raad van de Europese Unie over van Zweden, om tot 1 juli 2010 voorzitter te blijven.
- 4 - De Burj Khalifa in Dubai, met 828 meter het hoogste gebouw ter wereld, wordt geopend.
- 5 - De IJslandse president Ólafur Ragnar Grímsson weigert de wet te ondertekenen die het parlement van IJsland had aangenomen en die de terugbetaling regelt van de tegoeden van Britse en Nederlandse spaarders bij het failliete Icesave. De regering van Jóhanna Sigurðardóttir kondigt een referendum aan.
- 8 - Het Togolees voetbalelftal wordt, terwijl het op weg is naar de Africa Cup, in de Angolese provincie Cabinda onder vuur genomen door de separatistische FLEC-beweging.
- 12 - Haïti wordt getroffen door een zware aardbeving, waarvan het epicentrum vlak bij de hoofdstad Port-au-Prince ligt. Het dodental overstijgt de 230.000.
- 15 - Op de avond van deze dag veroorzaakten Mohamed el G. en Mohamed A. een ongeluk met fatale afloop op de Canisiussingel in Nijmegen. Dit ongeluk is bekend komen te staan als de Nijmeegse scooterzaak, een bekende strafzaak in de Nederlandse jurisprudentie.
- 26 - Het Nederlandse Spyker Cars neemt het Zweedse bedrijf Saab Automobile over van het noodlijdende Amerikaanse concern General Motors.
- 27 - In het centrum van Luik wordt een huis getroffen door een gasexplosie, 14 mensen komen om het leven.

### Februari
- 4 - Een 85-jarige Bovrouw sterft als laatste van haar volk.
- 12-28 - In en rond Vancouver (Canada) worden de 21e Olympische Winterspelen gehouden.
- 15 - Bij de Belgische plaats Buizingen botsen twee treinen op elkaar: 18 mensen komen om het leven en 171 raken gewond.
- 18 - Een groep militairen pleegt in Niger een staatsgreep tegen de regering. President Mamadou Tandja, die in strijd met de grondwet een derde termijn nastreefde, wordt afgezet.
- 20 - Kabinet-Balkenende IV valt over de kwestie van wel of niet verlengen van de Nederlandse missie in Afghanistan.
- 27 - Een aardbeving met een moment-magnitude van 8,8 voor de kust van Centraal-Chili eist meer dan 500 levens.

### Maart
- 3 - In 394 Nederlandse gemeenten vinden gemeenteraadsverkiezingen plaats.
- 3 - Oprichting van Sharia4Belgium.
- 10 - De 12-jarige Milly Boele uit Dordrecht wordt vermist. Later blijkt dat zij dezelfde dag vermoord is door haar buurman, de 27-jarige politieagent Sander Vreeswijk. Op 17 maart wordt het lichaam van Milly geborgen in Vreeswijks tuin.
- 12-21 - Een maand na de Olympische Winterspelen, organiseert de Canadese stad Vancouver de Xe Paralympische Winterspelen.
- 15 - In Israël wordt de in 1948 door Jordanië verwoeste Hurva-synagoge geopend na herbouw.
- 16-19 - Prins Willem-Alexander bezoekt de Nederlandse militairen van de Task Force Uruzgan in Afghanistan. Hij inspecteert enkele buitenposten van Kamp Holland en bespreekt met lokale stamoudsten de waterproblematiek in de regio. In Tarin Kowt bezoekt de Prins van Oranje een saffraanproject en ter afsluiting reikt hij op Kandahar Airfield aan militairen NAVO-medailles uit.
- 24 - Oud-SS'er Heinrich Boere wordt in eerste aanleg tot een levenslange gevangenisstraf veroordeeld vanwege zijn betrokkenheid bij de liquidatie van drie Nederlanders tijdens de Tweede Wereldoorlog.
- 29 - Twee terroristische zelfmoordaanslagen op de metro van Moskou kosten aan enkele tientallen mensen het leven. Islamistische Tsjetsjeense separatisten van het Kaukasisch Emiraat worden als de schuldigen aangewezen.

### April
- 5 - In Rio de Janeiro (Brazilië) vallen er 256 doden bij een zware overstroming. Er is voor 23,76 miljoen R$ schade.
- 7 - De oppositie in Kirgizië pleegt een staatsgreep na grootschalige en gewelddadige protesten in het land; president Koermanbek Bakijev ontvlucht de hoofdstad.
- 10 - De Poolse president Lech Kaczyński en een groot aantal andere Poolse hoogwaardigheidsbekleders komen om het leven bij een vliegtuigongeluk bij de Russische stad Smolensk.
- 13 - Circa 2.700 mensen komen om het leven bij een aardbeving bij Yushu in de Chinese provincie Qinghai.
- 15 - Als gevolg van een aswolk van de vulkaanuitbarsting onder de Eyjafjallajökull wordt in verschillende Europese landen het luchtruim gesloten; het Europese vliegverkeer wordt uiteindelijk wekenlang ontregeld.
- 20 - Door een explosie op het boorplatform Deepwater Horizon ontstaat een olielek, dat pas gedicht kan worden in augustus en maandenlang de Golf van Mexico vervuilt.
- 22 - Yves Leterme biedt de Belgische koning het ontslag van zijn federale regering aan, nadat de partij Open Vld uit de coalitie stapt wegens het ontbreken van een tijdig akkoord over de kieskring Brussel-Halle-Vilvoorde.

### Mei
- 1 - Opening van Expo 2010, de Wereldtentoonstelling in Shanghai.
- 2 - Griekenland, dat in een diepe staatsschuldencrisis verkeert, bereikt overeenstemming met het Internationaal Monetair Fonds en de Europese Unie over maatregelen om een staatsbankroet af te wenden.
- 2 - Voetbalclub FC Twente wint in de Eredivisie van NAC Breda en behaalt zo zijn eerste landskampioenschap in de geschiedenis.
- 4 - De Nederlandse dodenherdenking op de Dam wordt verstoord tijdens de twee minuten stilte; er vallen dranghekken om en in de ontstane paniek raken 63 mensen gewond.
- 7 - Chili wordt lid van de OESO.
- 11 - David Cameron volgt Gordon Brown op als premier van het Verenigd Koninkrijk.
- 12 - Afriqiyah Airways-vlucht 771 stort vlak voor de landing bij de Libische hoofdstad Tripoli neer. Van de 105 inzittenden overleeft alleen één Nederlandse jongen de ramp.
- 12 - Het Centre Pompidou-Metz wordt geopend.
- 14 - De spaceshuttle Atlantis maakt zijn 32e en laatste vlucht naar het internationaal ruimtestation ISS.
- 29 - Lena Meyer-Landrut wint voor Duitsland het Eurovisiesongfestival 2010 in de Noorse hoofdstad Oslo met het liedje Satellite.
- 31 - Bij de onderschepping van een scheepskonvooi voor Gaza door Israëlische militairen komen negen activisten om.

### Juni
- 1-3 - Koningin Beatrix brengt een staatsbezoek aan Noorwegen. De Koningin arriveert in de haven van Oslo met het Luchtverdedigings- en Commandofregat Hr. Ms. Tromp en wordt verwelkomd met saluutschoten.
- 3 - Drie Russen, een Italiaan, een Fransman en een Chinees laten zich voor het experiment Mars-500 anderhalf jaar lang opsluiten.
- 3 - Karl Lagerfeld wordt commandeur van het Légion d'honneur.
- 9 - Bij parlementsverkiezingen in Nederland wordt de liberale VVD van Mark Rutte met een nipte voorsprong op de sociaaldemocratische PvdA de grootste partij. De PVV wint fors. Het christendemocratische CDA lijdt een historische nederlaag, premier Jan Peter Balkenende stapt daarom op als partijleider.
- 11 - In het zuiden van de Centraal-Aziatische republiek Kirgizië, waar al vanaf april onrust heerst, vallen bij etnische onlusten tussen Kirgiezen en de Oezbeekse honderden, mogelijk zelfs 2.000 doden. Honderdduizenden mensen slaan op de vlucht in eigen land of steken de grens met Oezbekistan over.
- 11 juni-11 juli - In Zuid-Afrika wordt het 19e Wereldkampioenschap voetbal georganiseerd.
- 13 - Bij de federale verkiezingen in België is de Vlaams-nationalistische N-VA de grote winnaar.
- 17 - IJsland krijgt officieel het kandidaat-lidmaatschap van de Europese Unie.
- 23 - In de Waddenzee wordt een jonge verdwaalde orka in slechte conditie aangetroffen. Het dier wordt overgebracht naar het Dolfinarium in Harderwijk en krijgt de naam Morgan.
- 26 - De zangeres Lisa Lois ontvangt als eerste het diploma van de Herman Brood Academie.

### Juli
- 1 - België neemt het voorzitterschap van de Europese Unie over van Spanje. Het zal tot 1 januari 2011 voorzitter blijven.
- 2 - Een natuurbrand op de Strabrechtse Heide verwoest 200 hectare natuurgebied
- 6 - De Nederlandse Eerste Kamer gaat akkoord met de Voetbalwet, die burgemeesters meer bevoegdheden geeft om op te treden tegen supportersgeweld. D66 en GroenLinks zijn tegen.
- 11 - Spanje wint het wereldkampioenschap voetbal door in de finale Nederland te verslaan.
- 14 - In België wordt Ciney getroffen door een zwaar onweer. De torenspits van de Sint-Niklaaskerk stort in en ruim 180 woningen geraken beschadigd.
- 21 - Slovenië wordt lid van de OESO.
- 24 - Tijdens de Love Parade in Duisburg vallen 21 doden door verdrukking bij de ingang van het festivalterrein; er raken meer dan 500 mensen gewond.
- 25 - Alberto Contador wint de 97e Ronde van Frankrijk en behaalt zo zijn derde Tourzege.
- 28 - Bij een vliegtuigcrash ten noorden van de Pakistaanse hoofdstad Islamabad komen alle 152 inzittenden om het leven.
- 29 - In Pakistan ontstaan grootschalige overstromingen na hevige moessonregens. De overstromingen kosten aan ten minste 1.600 mensen het leven en treffen in totaal circa 21 miljoen mensen.
- 29 - Na een droge en hete zomer ontstaan in Rusland grootschalige bosbranden, die zich al snel over het hele land verspreiden en meer dan een maand aanhouden. Er vallen meer dan 50 doden.

### Augustus
- 1 - In Afghanistan eindigt de Nederlandse operatie Task Force Uruzgan, om te worden opgevolgd door de coalitiepartners.
- 5 - Bij het mijnongeval in Copiapó in Chili raken 33 mijnwerkers opgesloten op een diepte van meer dan 600 meter.
- 5 - De Brouwerij Duvel Moortgat neemt Brouwerij De Koninck over.
- 7 - In de provincie Gansu in het noordwesten van China ontstaat na hevige regenval en overstromingen een aardverschuiving die aan zeker 1.100 mensen het leven kost.
- 10 - De Wereldgezondheidsorganisatie (WHO) verklaart dat de Mexicaanse griep niet langer een pandemie is: het virus zou niet langer actiever zijn dan de gewone seizoensgriep.
- 12 - Desi Bouterse wordt geïnaugureerd als president van Suriname.
- 16 - Merab Zjordania wordt de nieuwe eigenaar van SBV Vitesse uit Arnhem.
- 14-26 - In Singapore vindt de eerste editie van de Olympische Jeugdspelen plaats.
- 20 - Het congres van de Internationale Wiskundige Unie, bijeen in Hyderabad (India), kiest de Belgische Ingrid Daubechies tot voorzitter voor vier jaar.
- 23 - Bij een buskaping in Manilla komen acht toeristen uit Hongkong en de dader om het leven.
- 24 - In San Fernando in het noordoosten van Mexico worden 72 immigranten vermoord door leden van het drugskartel Los Zetas.

### September
- 1 - De Amerikaanse president Obama kondigt het einde af van de Amerikaanse militaire operaties in Irak. De laatste strijdkrachten waren op 19 augustus al vertrokken.
- 7 - Israël wordt lid van de OESO.
- 14 - Eurocommissaris voor justitie en mensenrechten Viviane Reding kondigt aan een procedure tegen Frankrijk te willen starten voor het Europese Hof van Justitie vanwege het controversiële Roma-uitzettingsbeleid van dat land.
- 16-19 - Paus Benedictus XVI brengt - als eerste paus in de geschiedenis - een staatsbezoek aan het Verenigd Koninkrijk. Onderdeel van deze reis is de zaligverklaring van kardinaal John Henry Newman.
- 29 - Ontdekking van de Gliese 581 g, een exoplaneet in het zonnestelsel Gliese 581.

### Oktober
- 1 - In Nederland treedt het kraakverbod in werking.
- 3 - Tijdens het wereldkampioenschap wielrennen in het Australische Geelong behaalt Thor Hushovd de wereldtitel in de wegrit.
- 4 - Na een dambreuk in een reservoir van een aluminiumfabriek overspoelt een massa giftig rood slib verscheidene dorpen in de Hongaarse provincie Veszprém.
- 6 - Een dodelijk ongeval in het Disneyland park te Parijs. Een medewerker komt vast te zitten onder een van de boten van de darkride "It's a small world".
- 8 - De Nobelprijs voor de Vrede wordt toegekend aan de Chinese mensenrechtenactivist Liu Xiaobo, wat leidt tot boze reacties vanuit de Volksrepubliek.
- 10 - De Nederlandse Antillen worden opgeheven: Curaçao en Sint Maarten gaan verder als autonoom land binnen het koninkrijk, de BES-eilanden (Saba, Sint Eustatius en Bonaire) worden elk een bijzondere Nederlandse gemeente.
- 14 - De laatste van de 33 kompels die op 5 augustus vast kwamen te zitten bij het mijnongeval in het Chileense Copiapó worden door reddingwerkers naar boven gehaald.
- 14 - Installatie van het kabinet-Rutte I in Nederland.
- 14 - De Voedsel- en Landbouworganisatie van de Verenigde Naties verklaart de runderpest uitgeroeid.
- 24 - PSV bezorgt Feyenoord in Eindhoven haar grootste nederlaag ooit: 10-0.
- 25 - Een aardbeving en daaropvolgende tsunami bij het Indonesische eiland Sumatra kost aan 435 mensen het leven.
- 26 - In de Indonesische provincie Midden-Java komt de vulkaan Merapi tot uitbarsting; gedurende een maand blijft de vulkaan uitbarsten, met ruim 350 doden tot gevolg.
- 29 tot 31 - In het Ergilio Hatostadion in Willemstad wordt het eerste ABCS-toernooi gespeeld tussen de voetbalelftallen van Aruba, Bonaire, Curaçao en Suriname, dat in de finale in strafschoppen het gastland verslaat.
- 31 - Het Nederlands korfbalteam wint het Europees kampioenschap korfbal door in de finale België met 25-21 te verslaan.
- 31 - In Ivoorkust worden presidentiële verkiezingen gehouden. Omdat geen van de partijen een meerderheid behaalt, wordt er op 28 november 2010 een tweede ronde gehouden.
- 31 - Een gijzeling in een Katholieke kerk in Bagdad eindigt in een bloedbad. Er vallen 53 doden, waaronder 44 kerkleden. Wanneer Iraakse antiterreureenheden het gebouw bestormen blazen de gijzelnemers zich op.

### November
- 4 - Bij een crash van Aero Caribbean-vlucht 883 in Cuba komen alle 68 inzittenden om het leven.
- 13 - De Myanmarese oppositieleidster Aung San Suu Kyi wordt vrijgelaten nadat ze het overgrote deel van de afgelopen 20 jaar in huisarrest heeft gezeten.
- 20 - In Rome creëert paus Benedictus XVI tijdens een consistorie 24 nieuwe kardinalen.
- 20 - Vladimir Arzumanyan wint voor Armenië het Junior Eurovisiesongfestival 2010 met z'n liedje Mama.
- 22 - Bij de viering van het waterfestival Bon Om Thook in de Cambodjaanse hoofdstad Phnom Penh breekt op een brug paniek uit, met 347 doden en honderden gewonden tot gevolg.
- 23 - De spanning op het Koreaanse Schiereiland neemt toe nadat Noord-Korea granaten afvuurt op het Zuid-Koreaanse eiland Yeonpyeong.
- 28 - Klokkenluidersite WikiLeaks ontketent een politieke crisis door het openbaar maken van 250.000 vertrouwelijke Amerikaanse diplomatieke telegrammen.
- 28 - In Ivoorkust wordt de tweede ronde van de presidentsverkiezingen gehouden. Er ontstaat een conflict tussen de twee kandidaten Laurent Gbagbo en Alassane Ouattara en hun aanhangers over de uitslag, dat uitloopt op een politieke crisis in het land.
- 29 - Sneeuwval zorgt voor de drukste avondspits ooit in Nederland, met een totale filelengte van 884 kilometer.

### December
- 2 - NASA meldt de ontdekking van een bijzondere bacterie die kan gebruikmaken van arseen in plaats van fosfor, als er een tekort aan fosfor is, voor het vormen van biochemische stoffen zoals DNA.
- 4 - In de Grote Kerk te Dordrecht wordt de Herziene Statenvertaling officieel gepresenteerd.
- 9 - Estland wordt lid van de OESO.
- 11 - In het centrum van de Zweedse hoofdstad Stockholm pleegt een extremistische moslim twee bomaanslagen, alleen hijzelf komt daarbij om het leven.
- 12 - In Kosovo, dat zich in 2008 onafhankelijk verklaarde, worden voor het eerst parlementsverkiezingen gehouden.
- Diverse landen op de Balkan worden getroffen door overstromingen. Albanië is het hardst getroffen.
- 17 - Begin Arabische Lente: In Tunesië steekt de werkloze marktkoopman Mohammed Bouazizi zichzelf in brand uit protest van de armoede en het onrecht van de autoriteiten. Deze gebeurtenis leidt tot de Jasmijnrevolutie waar de Tunesische bevolking tegen de corrupte regering van dictator Ben Ali, die in januari 2011 het land ontvlucht. Na de opstand in Tunesië volgt een golf van opstanden in het Midden-Oosten in onder meer Algerije en Egypte, wat later bekend zal staan als de Arabische Lente.
- 17 - Montenegro krijgt officieel het kandidaat-lidmaatschap van de Europese Unie.
- 25 - Nederland en België kennen beide een witte kerst, een zeldzaamheid in de Lage Landen

### Zonder datum
- Nabij Texel wordt een scheepswrak, dat later het Palmhoutwrak genoemd zou worden, ontdekt. In 2014 en 2017 werd bij onderzoek onder andere een zijden jurk ontdekt.
- Belangenorganisatie Transvisie wordt opgericht.

## Muziek

### Klassieke muziek
Première:
- 14 januari: Allan Pettersson: zijn onvoltooide Symfonie nr. 1
- 19 februari: Gavin Bryars: The Solway Canal, een pianoconcert
- 1 maart: Kaija Saariaho: Émilie (opera)
- 6 maart: Aulis Sallinen: Kamermuziek VIII
- 24 april: David Matthews: Symfonie nr. 7
- 30 april: Erkki-Sven Tüür: Symfonie nr. 8
- 7 juni: Arvo Pärt: Adam's lament
- 10 september: David Matthews: Dark pastoral
- 12 september: Wojciech Kilar: Plechtige ouverture voor symfonieorkest
- 18 november: David Maslanka: O Earth, O Stars en Carlos Franzetti: Symfonie nr. 3 tijdens hetzelfde concert
- 19 november: Magnus Lindberg: Souvenir

### Populaire muziek
Bestverkochte singles in Nederland:
1. Yolanda Be Cool & DCUP - We no speak Americano
2. Stromae - Alors on danse
3. Caro Emerald - A night like this
4. Shakira & Freshly Ground - Waka waka (This time for Africa)
5. Marco Borsato & Guus Meeuwis - Schouder aan schouder
6. Wesley - You raise me up
7. The Black Eyed Peas - I gotta feeling
8. Kane & Carice van Houten - No surrender
9. Train - Hey, soul sister
10. David Guetta & Kid Cudi - Memories

Bestverkochte albums in Nederland:
1. Caro Emerald - Deleted scenes from the cutting room floor
2. Marco Borsato - Dromen durven delen
3. Nick & Simon - Fier
4. K3 - MaMaSé!
5. Jan Smit - Leef
6. The Baseballs - Strike!
7. John Mayer - Battle studies
8. Michael Bublé - Crazy love
9. Susan Boyle - I dreamed a dream
10. Lady Gaga - The fame monster

Bestverkochte singles in Vlaanderen:
1. Stromae - Alors on danse
2. Shakira & Freshly Ground - Waka waka (This time for Africa)
3. Yolanda Be Cool & DCUP - We no speak Americano
4. Tom Waes - Dos cervezas
5. Tom Dice - Me and my guitar
6. Swedish House Mafia & Pharrell - One (Your name)
7. David Guetta & Kid Cudi - Memories
8. Duck Sauce - Barbra Streisand
9. The Black Eyed Peas - I gotta feeling
10. Natalia & Gabriel Ríos - Hallelujah

Bestverkochte albums in Vlaanderen:
1. K3 - MaMaSé!
2. Michael Jackson - This is it
3. The Black Eyed Peas - The E.N.D.
4. Mumford & Sons - Sigh no more
5. Various Artists - Junior Eurosong 2010
6. Lady Gaga - The fame monster
7. Absynthe Minded - Absynthe Minded
8. Admiral Freebee - The honey & the knife
9. Kings of Leon - Come around sundown
10. Enya - The very best of Enya

## Bouwkunst

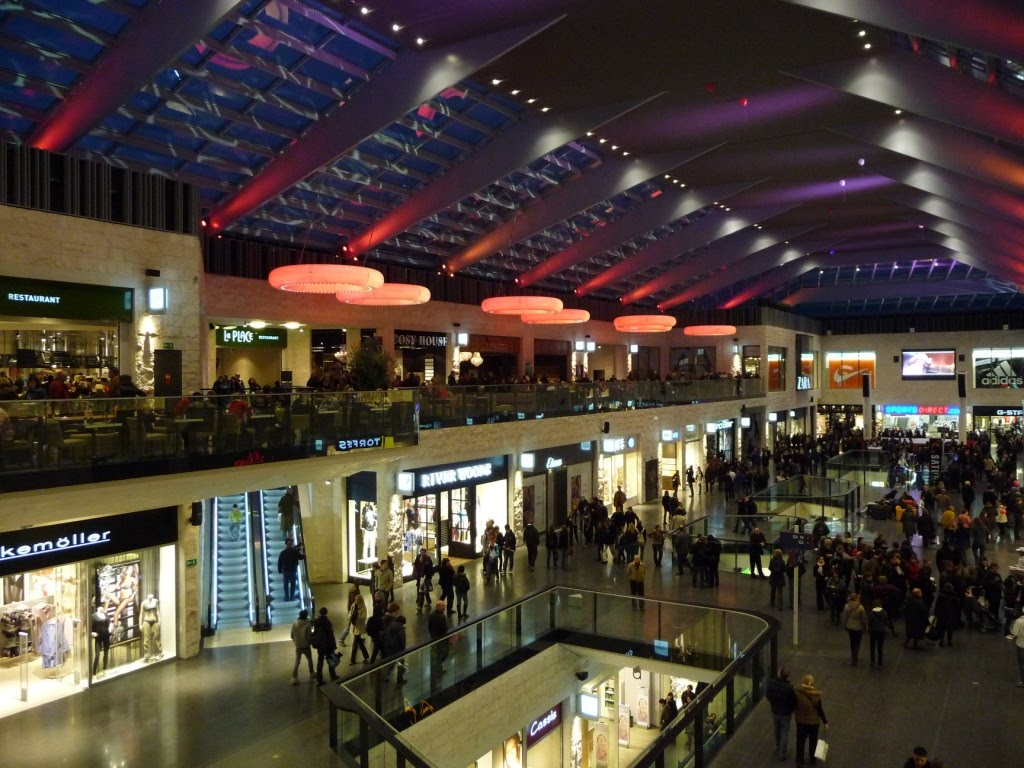
K in Kortrijk (2010), Paul Robbrecht
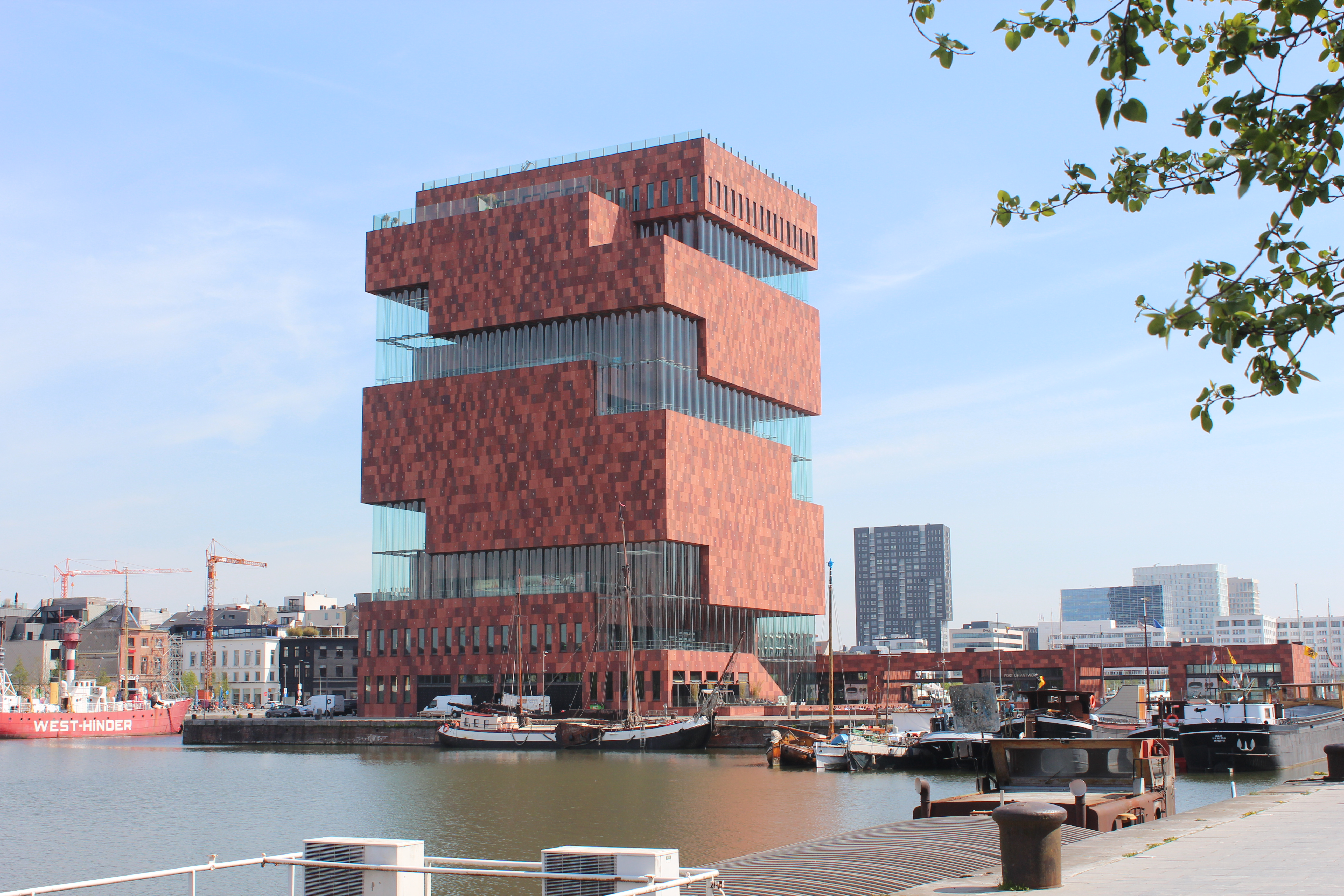
Museum aan de Stroom (2010), Neutelings Riedijk Architecten

## Geboren
- 10 maart - Ryan Kiera Armstrong, Amerikaans actrice
- 9 juli - Luna Sabella, Nederlands zangeres en actrice
- 24 november - Jaidyn Triplett, Amerikaans actrice en zangeres

## Weerextremen in België
- 10 februari: door onverwachte hoge sneeuwval in de ochtend is er 948 km file op de Belgische wegen. Dat is een record.
- februari: somberste februari ooit met slechts 29 uren zonneschijn (normaal 77 uren).
- 2 juli: hoogste etmaalgemiddelde temperatuur 27,5 °C en hoogste maximumtemperatuur 33,9 °C ooit op deze dag.
- 12 november - Hoogste etmaalsom van de neerslag 26,8 mm
- november: tussen 11 november om 7 uur en 14 november om 7 uur viel er in Ukkel 79 mm neerslag. Dit is meer dan de normale maandhoeveelheid. Deze neerslag leidde in heel België tot de ergste overstromingen sinds 1953.[1]
- december: er waren 21 sneeuwdagen. Gemiddeld is dat 4,6 in december. Dit is de hoogste waarde sinds 1901, het vorige record bedroeg 15 dagen en dateerde uit 1950.[1]
- jaarrecord: dit jaar telde het hoogst aantal sneeuwdagen ooit gemeten sinds 1901: 51 dagen (normaal: 19).[2]